# عقدة أدونيس
عقدة أدونيس اضطراب نفسي يؤدي إلى إدراك مشوه لصورة الجسم، أخذت اسمها من أسطورة «أدونيس» اليونانية، التي تناولت قصة شاب وسيم معجب بنفسه إعجابًا شديدًا، وتشير الجمعية الألمانية للطب النفسي والطب النفس جسدي وطب الأعصاب إلى أن هذه العقدة تصيب الرجال، وتظهر على هيئة إفراط في ممارسة الرياضة وتقوية العضلات وحرق الدهون بهدف الوصول إلى جسم مثالي، ويرى الشخص المصاب بهذا الاضطراب أن جسده مترهلًا وضعيف البنية رغم قوامه الصحي والرياضي.